# Últim avantpassat comú universal
L'últim avantpassat comú universal (en anglès, last universal common ancestor o LUCA) és l'hipotètic últim organisme del qual descendeixen tots els existents. Com a tal, és l'avantpassat comú més recent de tot el conjunt dels éssers vius actuals i probablement també de tots els coneguts com a fòssils, encara que no es pot descartar teòricament que s'identifiquin restes d'altres éssers vius d'una mateixa antiguitat o encara més gran. També se'l coneix com l'últim ancestre comú (last common ancestor o LCA) o l'últim ancestre universal (LUA o Last universal ancestor). S'estima que va viure fa com a mínim 3.500 milions d'anys, però possiblement fins a 4.330 milions d'anys enrere.
Cal considerar que LUCA no significa:
- El primer organisme viu que va existir.
- L'organisme actual més pròxim en les seves característiques a l'avantpassat comú.
- Que només existia aquest organisme al principi.

## La hipòtesi
En construir cladogrames globals, basats en la distància genètica entre les cèl·lules actuals més divergents, es va interpretar que hi va haver una divisió molt primerenca entre els arqueus, dels quals només es coneixien llavors formes altament resistents a condicions ambientals extremes de gran salinitat, temperatura o acidesa, i la resta dels éssers vius. Això va portar a suposar que LUCA va evolucionar en ambients com les fumaroles negres de les dorsals oceàniques, on aquestes condicions extremes continuen existint avui en dia. Després s'han trobat arqueus en tota classe d'ambients, alhora que el progrés en la comparació genètica ha portat a idees alternatives, com que hi ha un parentiu especial entre eucarionts i els arqueus, deixant fora els bacteris, o que els eucarionts van aparèixer a causa d'una simbiosi entre un bacteri i un arqueu.
Tots els organismes del seu temps haurien acabat extingint-se llevat d'un, LUCA, havent arribat fins a l'actualitat només els seus descendents. Carl Woese va proposar que la nostra herència genètica preLUCA deriva d'una comunitat d'organismes, més que d'un individu, a la qual ha anomenat progenot; en aquella fase, el genoma havia de presentar una gran variabilitat, a diferència del que s'esdevé amb els organismes actuals, el genoma dels quals està definit amb molta precisió.

## Transferència horitzontal de gens
La transferència horitzontal de gens és un factor de confusió potencial quan s'infereix un arbre filogenètic basat en la seqüència d'un gen. Per exemple, donats dos bacteris llunyanament relacionats que han intercanviat un gen, un arbre filogenètic que inclogui ambdues espècies mostraria que estan estretament relacionades, ja que el gen és el mateix, fins i tot si molts d'altres gens tinguessin una divergència substancial. Per aquest motiu, de vegades és ideal usar altres informacions per a inferir filogènies més robustes, com la presència o absència de gens o la seva ordenació o, més freqüentment, incloure el ventall de gens més ample possible.
Per exemple, el gen més comú que es pot usar per a construir relacions filogenètiques en procariotes és el gen de l'ARNr 16s, ja que les seves seqüències solen conservar-se entre els membres amb relacions filogenètiques estretes, alhora que és prou variable perquè es puguin mesurar aquestes diferències. No obstant això, en els últims anys també s'ha argumentat que els gens d'ARNr 16s també es poden transferir horitzontalment. Encara que això sigui infreqüent, fa dubtar dels arbres filogenètics construïts a base només d'ARNr 16s.
El biòleg Gogarten suggereix que
| « | "la metàfora original d'un arbre ja no acomoda bé les dades de les recents investigacions genòmiques", per això els "biòlegs haurien d'usar la metàfora del mosaic per a descriure les diferents històries combinades en els genomes individuals i utilitzar la metàfora d'una xarxa per a visualitzar els rics intercanvis i efectes cooperatius de la TGH entre els microorganismes." | » |

 Això és cert per als microorganismes, especialment procariòtics, entre els quals la transferència horitzontal de gens és un fenomen únic, però en els eucarionts l'intercanvi genètic horitzontal és un fenomen rar, encara que de gran importància biològica, i rares vegades pertorba la interpretació dels cladogrames (arbres evolutius).
Doolittle exposa una discussió del concepte d'últim avantpassat universal comú i els problemes que sorgeixen sobre això d'aquest concepte quan es considera la transferència genètica horitzontal. L'article cobreix un ampla àrea -la hipòtesi endosimbiòtica de l'origen dels eucariotes, l'ús de la subunitat petita de l'ARN ribosòmic (SSU rRNA) com a mesura de distàncies evolutives: aquest va ser el camp en el qual va treballar Carl Woese quan va formular el seu primer "arbre de la vida" modern, i els resultats de la seva investigació amb l'SSU rRNA van conduir que proposés Archaea com el tercer domini de la vida, i altres temes rellevants. De fet, va ser mentre estava examinant la nova visió en tres dominis de la vida quan la transferència genètica horitzontal va sorgir com un assumpte que venia a complicar la qüestió: Archaeoglobus fulgidus se cita en l'article com una anomalia respecte a l'arbre filogenètic basat en el gen que codifica l'HMGCoA reductasa; l'organisme en qüestió és un arqueu conegut, que té tots els seus lípids i maquinària de transcripció segons l'esperat per a un arqueu, però els gens de l'HMGCoA del qual són realment d'origen bacterià.